# Amphithéâtre de Carthago Nova
L'amphithéâtre de Carthago Nova est un amphithéâtre romain construit dans la cité romaine de Carthago Nova (aujourd'hui Carthagène), il est situé sur la colline de la Concepción. Au XIXe siècle, il est reconstruit et cimenté sur la Plaza de toros de Carthagène.
Actuellement, sa fouille intégrale est en cours. Une fondation s'est constituée pour la restauration du monument et pour la création d'un musée du site.
La date de l'abandon du site est imprécise, celle-ci étant basée sur les données des quartiers alentour abandonnés.